# Сецеспіта

## Визначення
Тип самнітської зброї - це один із видів зброї, який носили та використовували в бою або інших цілях самніти - давньоіталійський гірський народ, що проживав на території під назвою Самній у горах Середньої Італії та розмовляв у процесі свого історичного розвитку мовою оскської групи, що відноситься до мовної групи сабельських племен.

## Сецеспіта(самнійська зброя)
Сецеспіта — довгастий ніж із заліза з закругленою рукояткою зі слонової кістки, закріпленої на рукоятці сріблом і золотом і закріпленої бронзовими цвяхами.
Єдиний ніж, знайдений у Камповалано, пам’ятає «сечеспіта», яку використовували в Римі в епоху Августа Самніти, а також римляни (30 р. до н. е.— 14 р. н. е.) лише для жертвоприношень: має трапецієподібне залізне лезо з єдиною вигнутою ріжучою кромкою і хвостовиком, який слід вставляти в рукоятку з різних матеріалів, знаходився в продовженні протилежного боку. 

## Використані джерела
1. http://www.sanniti.info/smweap01.html
2. https://books.google.com.ua/books?id=_3S7DwAAQBAJ&pg=PA27&lpg=PA27&dq=сецеспіта&source=bl&ots=NPvX4t_YIc&sig=ACfU3U3HEBhKkRyBBCsHjDBJg-_zuWhbRA&hl=uk&sa=X&ved=2ahUKEwihzuX707n0AhWrxIsKHa1wAwEQ6AF6BAgMEAM#v=onepage&q=сецеспіта&f=false
3. Самніти